# Spanische Mannschaftsmeisterschaft im Schach 1963
Die spanische Mannschaftsmeisterschaft im Schach 1963 war die siebte Austragung dieses Wettbewerbs. Mit Real Madrid, CA Alcoy, CA Chardenet Madrid, UGA Barcelona, Ateneo Jovellanos Gijón, Club Palentino, CA Granada, CE Ruy López Paluzie Barcelona, CA Don Bosco Madrid und CA León sollten zehn Mannschaften teilnehmen, allerdings trat León nicht an. Der Titelverteidiger Real Madrid, CA Chardenet Madrid und CE Ruy López Paluzie Barcelona lieferten sich einen Dreikampf um den Titel. CA Chardenet Madrid gewann denkbar knapp den Titel; der Zweite Real Madrid war nach Brettpunkten gleichauf, hatte aber einen Mannschaftspunkt Rückstand, der Dritte CE Ruy López Paluzie Barcelona lag nur einen halben Brettpunkt hinter den beiden Madrider Vereinen.
Zu den Mannschaftskadern siehe Mannschaftskader der spanischen Mannschaftsmeisterschaft im Schach 1963.

## Modus
Die neun teilnehmenden Mannschaften spielten ein einfaches Rundenturnier an vier Brettern. Über die Platzierung entschied zunächst die Anzahl der Brettpunkte (ein Punkt für einen Sieg, ein halber Punkt für ein Remis, kein Punkt für eine Niederlage), anschließend die Anzahl der Mannschaftspunkte (zwei Punkte für einen Sieg, ein Punkt für ein Unentschieden, kein Punkt für eine Niederlage).

## Termine und Spielort
Das Turnier wurde vom 6. bis 14. September in Palencia ausgetragen.

## Abschlusstabelle
| Pl. | Verein                         | Sp | G | U | V | Brett-P.  | Mannsch.-P. |
| --- | ------------------------------ | -- | - | - | - | --------- | ----------- |
| 01. | CA Chardenet Madrid            | 8  | 7 | 0 | 1 | 23,5:8,5  | 14:2        |
| 02. | Real Madrid CF S.d.A. (M)      | 8  | 6 | 1 | 1 | 23,5:8,5  | 13:3        |
| 03. | CE Ruy López Paluzie Barcelona | 8  | 6 | 0 | 2 | 23,0:9,0  | 12:4        |
| 04. | UGA Barcelona                  | 8  | 4 | 2 | 2 | 20,0:12,0 | 10:6        |
| 05. | CA Alcoy                       | 8  | 4 | 1 | 3 | 17,5:14,5 | 9:7         |
| 06. | Ateneo Jovellanos Gijón        | 8  | 2 | 1 | 5 | 11,5:20,5 | 5:11        |
| 07. | CA Granada                     | 8  | 2 | 1 | 5 | 10,0:22,0 | 5:11        |
| 08. | CA Don Bosco Madrid            | 8  | 1 | 2 | 5 | 10,0:22,0 | 4:12        |
| 09. | Club Palentino                 | 8  | 0 | 0 | 8 | 5,0:27,0  | 0:16        |
| 10. | CA León                        | 0  | 0 | 0 | 0 | 0,0:0,0   | 0:0         |

## Entscheidungen
|     | Spanischer Meister: CA Chardenet Madrid |
| (M) | Titelverteidiger                        |

## Kreuztabelle
| Ergebnisse | Ergebnisse                     | 01. | 02. | 03. | 04. | 05. | 06. | 07. | 08. | 09. | 10. |
| ---------- | ------------------------------ | --- | --- | --- | --- | --- | --- | --- | --- | --- | --- |
| 01.        | CA Chardenet Madrid            |     | 2½  | 1½  | 2½  | 2½  | 3½  | 4   | 3½  | 3½  |     |
| 02.        | Real Madrid CF S.d.A.          | 1½  |     | 2½  | 2   | 3   | 3½  | 3½  | 3½  | 4   |     |
| 03.        | CE Ruy López Paluzie Barcelona | 2½  | 1½  |     | 3½  | 1½  | 2½  | 4   | 3½  | 4   |     |
| 04.        | UGA Barcelona                  | 1½  | 2   | ½   |     | 2   | 4   | 3½  | 3½  | 3   |     |
| 05.        | CA Alcoy                       | 1½  | 1   | 2½  | 2   |     | 3   | 1½  | 3½  | 2½  |     |
| 06.        | Ateneo Jovellanos Gijón        | ½   | ½   | 1½  | 0   | 1   |     | 3   | 2   | 3   |     |
| 07.        | CA Granada                     | 0   | ½   | 0   | ½   | 2½  | 1   |     | 2   | 3½  |     |
| 08.        | CA Don Bosco Madrid            | ½   | ½   | ½   | ½   | ½   | 2   | 2   |     | 3½  |     |
| 09.        | Club Palentino                 | ½   | 0   | 0   | 1   | 1½  | 1   | ½   | ½   |     |     |
| 10.        | CA León                        |     |     |     |     |     |     |     |     |     |     |

## Die Meistermannschaft
| 1.            | CA Chardenet Madrid                                                                                     |
| Schachfiguren | Román Torán Albero, César Estrada Martinez, Julián Ramírez, Decoroso Crespo López, Juan Manuel Fuentes. |